# Rollback-politiek

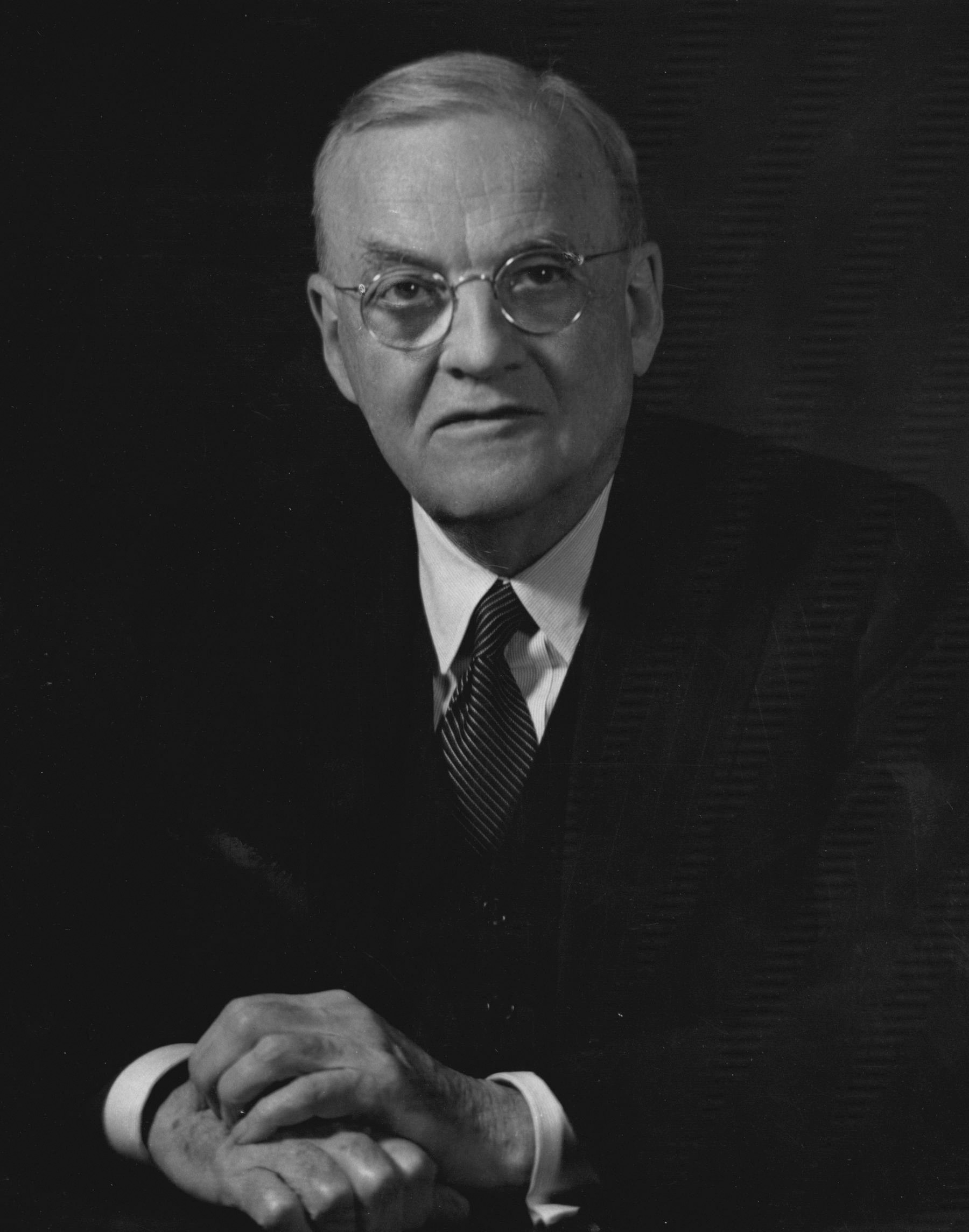
John Foster Dulles

De rollback-politiek was een idee om in de Koude Oorlog het communisme terug te dringen. Deze politiek werd voornamelijk voorgestaan door John Foster Dulles, die in de periode 1953-1959 Amerikaans minister van Buitenlandse Zaken was. Hij zag het conflict als een strijd tussen goed en kwaad. Hij was van mening dat de communistische expansie niet alleen moest worden afgeremd, zoals voorzien in de containmentpolitiek, maar dat de Verenigde Staten het communisme daadwerkelijk moest bevechten. Deze ideeën werden door president Eisenhouwer onuitvoerbaar geacht, omdat ze tot een gewapend conflict met de Sovjet-Unie zouden leiden. Beide partijen (Eisenhower namens de Verenigde Staten en Chroesjtsjov namens de Sovjet-Unie) erkenden de noodzaak van vreedzame co-existentie en het idee van de rollback-politiek bleef beperkt tot verbale uitingen.